# Kölcsey Ferenc Gimnázium (Budapest)
A budapesti Kölcsey Ferenc Gimnázium, korábbi nevén VI. kerületi főgimnázium a főváros egyik nagy múltú gimnáziuma, amely a VI. kerületben, a Munkácsy Mihály utca 26. alatt található.

## Története
A városrész, melyet ma Terézváros néven ismerünk, a XIX. és a XX. század fordulóján nyerte el jellegzetes, mai napig meghatározó arculatát. A Monarchia-korabeli gazdasági fejlődés hatására az 1873-ban létrejött Budapest rohamtempóban fejlődött, a lakosságszám dinamikusan növekedett. Minthogy azonban a VI. kerület területén nem üzemelt középiskola, az itteni diákok főként az V. és a VII. kerület intézményeit látogatták, azonban óriási volt a zsúfoltság.
Az 1898/1899-es tanévre olyan mértékűvé vált a telítettség, hogy a Magyar Királyi Vallás- és Közoktatásügyi Minisztérium lépésre szánta el magát: a kerületi diákok számára három osztályt különített el a Pesti Császári és Királyi Katolikus Főgimnáziumból (mai Berzsenyi Dániel Gimnázium). A mai intézmény innentől (1898) számítja alapítását. Egy évvel később, 1899-ben nevezték ki az iskola első igazgatóját dr. Szele Róbert személyében. Az 1893-ban Budapestre került Szele korábban az V. kerületi főgimnáziumban tanított, s neve a német nyelvoktatás reformjáról vált ismertté szakmai körökben.

Az újdonsült iskolának egyre több helyre volt szükség, mert az V. kerületi intézmény már nem tudott ennyi diákot elhelyezni. Megszületett az újabb döntés: 1900-tól kezdődően a Lovag utca 19. szám alatti épületben béreltek termeket a gimnázium számára. A dinamikusan növekvő diáklétszám szükségessé tette a szomszédos, Lovag utca 18. szám alatti épület kibérlését is 1902-ben. Az iskola vezetése a terhek csökkentésére 1904-ben a tisztviselőtelepen fiókintézményt hoz létre Gaal Mózes magyar szakos tanár igazgatásával, mely 1906-ban önállóvá, későbbi nevén Széchenyi István Gimnáziummá válik.

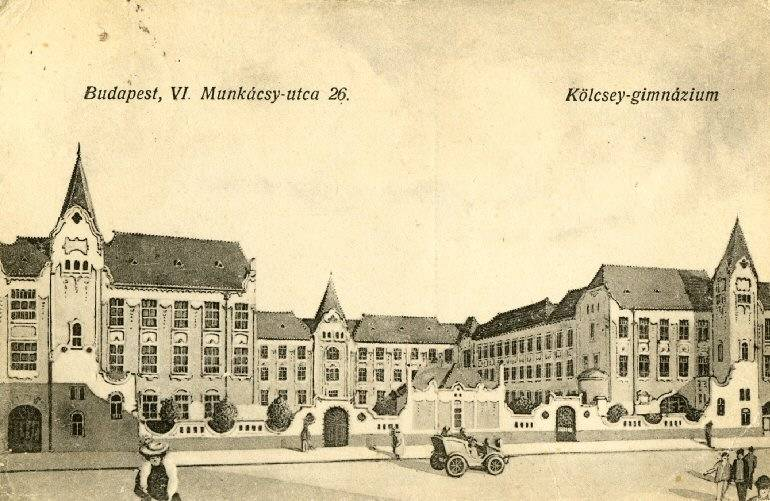
A gimnázium épülete 20. század eleji képeslapon

A két bérház nem iskolai funkciók ellátására épült, ennélfogva szinte teljesen alkalmatlannak is bizonyultak erre a célra. A környéken (Belső-Terézváros) már nem maradtak üres telkek eddigre, ezért a főváros vezetése Külső-Terézvárosban, az újonnan kiépülő Munkácsy Mihály utcában tudott egy 1700 négyszögöles telket vásárolni a VI. kerületi főgimnázium számára. Az épület megtervezésére pályázatot hirdettek: a győztes építész, Kőrössy Albert Kálmán a szecesszió hazai nagymesterének, Lechner Ödönnek volt a tanítványa, így tehát az ő pályaművén is érződik a Lechner-féle, magyaros motívumokból építkező szecesszió.
A korban rendelkezésre álló nagyszámú és olcsó munkaerőnek köszönhetően a kivitelezés gyorsan haladt, ennek köszönhetően az 1908/1909-es tanévben, egészen pontosan 1909. április 14-én az intézmény birtokba vehette a korszerű iskolaépületet. A nagyjából 650 fős diákság kényelmesen elfért az óriási épület falai közt.
Az idill azonban nem sokáig tarthatott: 1914-ben kitört az első világháború, mely a VI. kerületi gimnázium életére is hatást gyakorolt. Ez év októberétől hadikórházként funkcionált, ahol többek között olyan orvosok teljesítettek szolgálatot, mint dr. Heim Pál. Ezt 1916-tól egy rokkantügyi hivatal váltotta fel. Az intézménynek ismét költöznie kellett: a közeli Bulyovszky (ma Rippl-Rónai) utcában található VI. kerületi Állami Főreáliskola fogadta be az otthontalanná váló iskolát, ami azonban a helyszűke miatt ismét óriási problémákat okozott.
A nagy háború ugyan 1918-ban véget ért, a gimnázium azonban csak 1919. április 3-án költözhetett vissza a Munkácsy utcai épületbe. A Tanácsköztársaság viszont ismét radikális változásokat hozott: megszüntették a vallás- és latinoktatást, bevezették a szocializmus és a gazdaságtan oktatását. A baloldali diktatúra bukása után felelősségre vonták a kommunizmussal szimpatizáló diákokat. A tanítást azonban további gondok nehezítették: a VII. kerületi, Barcsay utcai Főgimnázium beköltözése az épületbe, az állandó szénhiány, valamint a világméretű spanyolnátha által okozott megbetegedések.
Az 1921-es év országos szintű intézményelnevezési hullámot indított. Ebben az évben kapta ma is ismert nevét többek között az erzsébetvárosi Madách Imre Gimnázium, a józsefvárosi Vörösmarty Mihály Gimnázium, a kőbányai Szent László Gimnázium, valamint a Kispesti Deák Ferenc Gimnázium is. A VI. kerületi gimnázium ekkortól viseli Kölcsey Ferenc nevét. Három évvel később, 1924-ben az iskola profilja is megváltozott: főgimnáziumból reálgimnázium lett. Ez annyit jelentett, hogy az eddig hangsúlyos latin és modern nyelvek helyett/mellett a mennyiségtan és a természettudományos tárgyak vették át a vezető szerepet.
A trianoni békeszerződés nyomán hazánkban érezhetően erősödött a franciaellenesség. Ezt a trendet követvén 1925-ben bevezették az olasz nyelvoktatást, s ezzel párhuzamosan csökkentették a franciát. 1927-ben a Kölcsey gimnáziumba látogatott Emilio Bodrero akkori olasz közoktatási államtitkár, értékelvén az iskolában folyó nyelvoktatást. 1933-ban Hóman Bálint kultuszminiszter és az olasz nagykövet átnyújtottak egy arany díszérmet az akkori igazgatónak, dr. Resch Aurélnak. Ezt maga az olasz király, III. Viktor Emánuel adományozta az olasz nyelv oktatásában legjobb eredményt elérő magyar középiskolának, a Kölcseynek. A Hóman-éra idején a reálgimnáziumból gimnázium lett, azaz a latin ismét nagyobb szerepet kapott ezután.
A második világháború kitörésével azonban ismét vészterhes idők következtek: 1940 februárjától rendszeressé váltak a szénszünetek, s hatalmas gondot okozott a tanárok bevonulása a hadseregbe. Bevezették a honvédelmi ismeretek című tantárgyat, ezzel csökkentvén a hagyományos tárgyak óraszámát. A zsidótörvények hatására visszaesett az izraelita tanulók létszáma. Az intézményben maradó zsidó diákokat külön osztályba különítették el. Az iskola ismét költözésre kényszerült: a Berzsenyi Gimnázium és a Bólyai Textilipari Szakiskola fogadta be az osztályokat. A nyilas hatalomátvétel után, 1944. október 28-án azonban felfüggesztették az oktatást, mely csak 1945. március 5-én indulhatott újra.

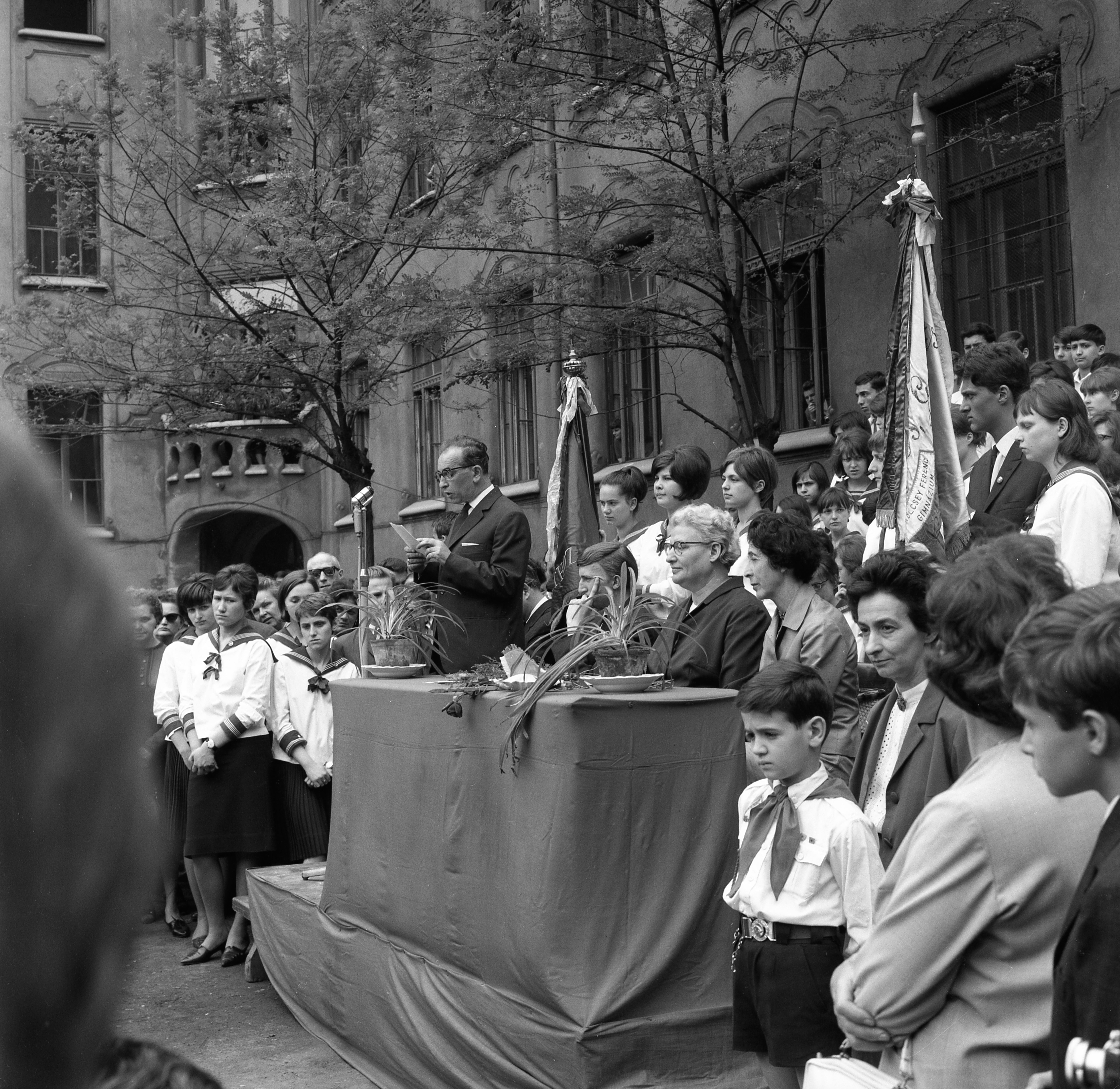
Az 1966-os ballagási ünnepség

A háború miatt hatalmas károk keletkeztek az épületen: nem volt ép ajtó és ablak, a tető megrongálódott, a vízvezeték használhatatlanná vált. Az újrakezdés első igazgatója dr. Mező Ferenc volt, aki az újjáépítést tekintette legfőbb feladatának. Ezt a célt támogatva a Közoktatási Minisztérium 200 000 pengőt folyósított a gimnázium részére. Az 1946/1947-es tanévre a felújítás többé-kevésbé befejeződött. Az új oktatási törvények értelmében pedig a Kölcsey is fokozatosan átalakult: az eddig hagyományos nyolcosztályos gimnáziumi képzést felváltotta a négyéves középiskolai oktatás. A szovjetorientáció miatt pedig a latin nyelv pozícióját az orosz foglalta el.
Az 1951/1952-es tanévben megszüntették a kerületi Kemény Zsigmond Gimnáziumot, tanulóit pedig a Kölcseybe irányították át. 17 új osztálynak kellett helyet találni az épületben. A szocialista oktatáspolitika miatt pedig 1953-ban bevezették a politechnikai képzést, ami heti egyszeri gyári munkát jelentett a diákok számára. A cél az volt, hogy a tanulók minél több foglalkozással ismerkedhessenek meg. Ezt a képzési formát 1963-tól kiterjesztették minden osztályra.
A gimnáziumot 1970-ben felvették az UNESCO-asszociált iskolák hálózatába, innentől a nyelvoktatás még kiemeltebb szerepet kapott. Az 1962/1963-as tanévben indult, heti 12 órás francia nyelvi tagozat is illett ehhez a profilhoz. Az olasz nyelvoktatás eredményei miatt pedig Aldo Moro (akkor külügyminiszterként) látogatást tett az intézményben 1970 májusában, és egy olaszórán is részt vett.
A rendszerváltást követően, 1990–1992 között a gimnázium szinte teljeskörű felújítására is sor került: kifestették a termeket, rendbe hozták a homlokzatot, kicserélték a nyílászárókat. Megújultak a tornatermek, létrejött egy új nyelvi labor, s az egykori kazánház helyén egy pinceklub nyílt. Az informatikai fejlődést követvén, 1998-ra kialakították a számítástechnikai szaktantermeket, internet-hozzáféréssel.
A ma is működő élsportolói osztály 1985-ben, az ötéves magyar–francia két tanítási nyelvű képzés 1987-ben indult. 1990-ben François Mitterrand akkori francia államelnök is látogatást tett az iskolában.
2013 óta az intézmény fenntartója nem a helyi önkormányzat, hanem a Klebelsberg Intézményfenntartó Központ. Azóta hivatalos neve Budapest VI. Kerületi Kölcsey Ferenc Gimnázium.

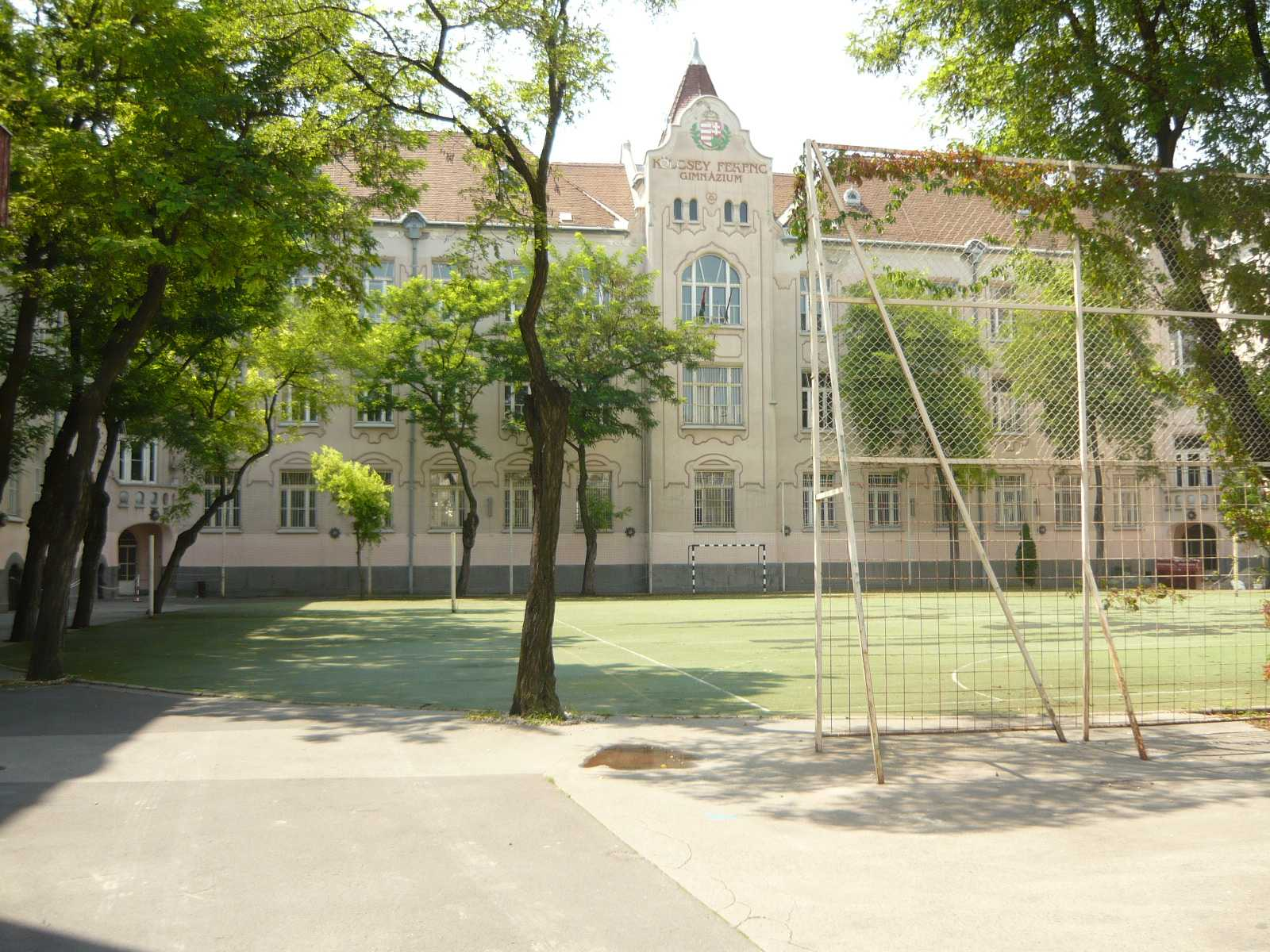
A gimnázium udvara és épülete

### Igazgatók
- 1899–1907: Dr. Szele Róbert
- 1907–1907: Dr. Reibner Márton ig.h.
- 1907–1913: Barna Mihály
- 1913–1932: Dr. Finály Gábor
- 1932–1938: Dr. Resch Aurél
- 1938–1945: Vitéz Esztergomy Ferenc
- 1945–1946: Dr. Mező Ferenc
- 1946–1959: Regős József
- 1959–1975: Dr. Hollós István
- 1975–1984: Finta Tiborné
- 1984–1998: Dr. Bátorfi Józsefné
- 1998–2013: Makk Katalin
- 2013–2024: Fazekas Csaba[1]

## Képzések
- 001-es tagozat: magyar–francia két tanítási nyelvű képzés (F, G osztályok)
- 002-es tagozat: ötéves emelt szintű nyelvi képzés angolból, a második nyelv német (B osztály fele)
- 003-as tagozat: köznevelési típusú élsportolói osztály (E osztály)
- 004-es tagozat: ötéves emelt szintű nyelvi képzés angolból, a második nyelv francia (B osztály fele)
- 005-ös tagozat: ötéves emelt szintű nyelvi képzés angolból (D osztály fele)
- 006-os tagozat: ötéves emelt szintű nyelvi képzés olaszból (D osztály fele)
- 007-es tagozat: ökológiai szemléletű, általános tantervű képzés (A osztály)

## Néhány egykori tanára
- Babits Mihály költő
- Beke Ödön (1883–1964) nyelvész, finnugrista, az MTA tagja
- Novobátzky Károly fizikus, az MTA tagja
- Pethő Sándor magyar publicista, történész, a Magyar Nemzet alapító főszerkesztője

## Néhány egykori növendéke
- Báron György filmesztéta
- Bokros Lajos közgazdász, politikus, a Modern Magyarország Párt alapítója
- Dalos György író
- Gergely László belsőépítész
- Gyepes Gábor labdarúgó
- Hajnal Tamás labdarúgó
- Joó Abigél cselgáncsozó
- Kapás Boglárka úszó
- Kálnoki Kis Attila öttusázó
- Kúnos György amerikai magyar orvos, neuroendokrinológus, farmakológus, az MTA tagja
- Lukáts János író
- Mácsai Pál színművész, színházigazgató, az Örkény Színház alapítója
- Madaras Ádám öttusázó
- Molnár Ferenc dr. ortopédsebész
- Nagy Gábor Tamás, politikus (1979)
- Nemesházi Imre atléta
- Nyerges András író
- Oszkó Péter pénzügyminiszter
- Perjés János színész, színigazgató
- Réti G. Péter orvos, író
- Vámos Márton magyar válogatott vízilabdázó
- Vámos Miklós író
- Varga Zoltán labdarúgó, edző (1945–2010)
- Vidáts Csaba labdarúgó
- Vitray Tamás Kossuth-díjas magyar újságíró, riporter